# Eddie Ritchard
Edwina „Eddie“ Ritchard (* im 20. Jahrhundert) ist eine australische Schauspielerin.

## Leben und Karriere
Ritchard studierte am National Institute of Dramatic Art in Sydney und graduierte im Jahr 2006.
Ritchard hatte Rollen in Fernsehserien wie beispielsweise East West 101, McLeods Töchter oder Rescue Special Ops. 2008 hatte sie neben Matthew McConaughey und Kate Hudson eine Nebenrolle im Abenteuerfilm Ein Schatz zum Verlieben.

## Filmografie (Auswahl)
- 2007: East West 101 (Fernsehserie, eine Episode)
- 2008: Ein Schatz zum Verlieben (Fool’s Gold)
- 2008: The Strip (Fernsehserie, eine Episode)
- 2008–2009: McLeods Töchter (McLeod’s Daughters, Fernsehserie, 15 Episoden)
- 2009: The Cut (Fernsehserie, eine Episode)
- 2009: Rescue Special Ops (Fernsehserie, eine Episode)
- 2010: Don’t Be Afraid of the Dark
- 2013: Der große Gatsby (The Great Gatsby)
- 2014: Hangover Girls – Best Night Ever (Best Night Ever)